# Kyūkin Susukida
Kyūkin Susukida (薄田 泣菫); nom véritable Susukida Junsuke, (薄田 淳介); 19 mai 1877 dans la préfecture d'Okayama - 9 octobre 1945, est un essayiste et poète japonais.
Susukida est un important représentant du symbolisme littéraire japonais. Ses recueils de poèmes les plus connus sont Boteki-shū (1900), Yuku haru (1901) et Hakuryōkyū (1906). Il écrit également des essais sur la littérature.

## Référence
- Louis Frédéric : Japan Encyclopedia. Harvard University Press, 2002 (titre original : Japon, dictionnaire et civilisation, traduction de Käthe Roth),  (ISBN 0-674-00770-0), p. 917 Aperçu sur Google livres

## Source de la traduction
- (de) Cet article est partiellement ou en totalité issu de l’article de Wikipédia en allemand intitulé « Susukida Kyūkin » (voir la liste des auteurs).
- Notices d'autorité :   - VIAF
  - ISNI
  - IdRef
  - LCCN
  - GND
  - Japon
  - CiNii
  - Pays-Bas
  - Israël
  - NUKAT
  - Corée du Sud
  - WorldCat